# Sonn Mam
Le docteur Sonn Mam, né le 29 octobre 1890 à Phnom Penh (Cambodge) et mort le 22 janvier 1966 à Phnom Penh, fut le premier psychiatre indochinois, et le fondateur de la psychiatrie au Cambodge. Il est sans doute le premier psychiatre d'origine non-européenne, du moins dans le monde francophone.